# ウェストバーン
ウェストバーン （WESTbahn Management GmbH）は、オーストリアのウィーン～ザルツブルク間で旅客列車の運行を行っている列車運行会社（オープン・アクセス・オペレーター）である。

## 概要
各社の競争によるサービス向上や航空機対策の強化を狙い2010年に施行されたEU（欧州連合）圏内の旅客鉄道自由化により、既存の鉄道インフラを利用し旅客列車の運行を行う列車運行会社（オープン・アクセス・オペレーター）がEU加盟各国に登場し始めた 。それに先立つ2008年に、レール・ホールディング（Rail Holding AG）の子会社として、オーストリア連邦鉄道の線路を使った都市間列車の運行を目的としたウェストバーンが設立された 。そして2009年に列車の運行や施設を管理するÖBB Infraとの間で列車運行に関する同意が交わされ、2011年12月11日からウィーン西駅（座標）とザルツブルク中央駅（座標）の間で営業運転を開始した。その後2017年12月10日に実施されたダイヤ改正で新たにプラターシュテルン駅（座標）～ザルツブルク中央駅間の系統の運行を開始し、ウィーン～ザルツブルク間の本数を2倍近くに増強した一方、それまで停車駅であったツルナーフェルト駅（座標）は同日から全列車が通過している。また、2019年4月以降、ウィーン西駅～ザルツブルク中央駅間の列車のうち3往復の路線を延長し、ドイツのミュンヘンへ向かう国際列車の運航を開始する予定となっている。この列車は、バイエルン・オーバーラント鉄道(BOB)の子会社であるメリディアン（Meridian）との共同運転となる。
他にも2015年にはザルツブルク中央駅からインスブルック中央駅（座標）まで系統を延長する計画も立てられたが、こちらは列車の運行密度の問題もあり2018年現在実現していない 。
なお、親会社のレール・ホールディングは旅客輸送自由化に合わせてマネージングディレクターのステファン・ウェインガーと実業家（現：ウェストバーン副社長）のハンス・ピーター・ハーゼルシュタイナーが半分ずつ出資を行い設立した企業であり、2015年以降はオーガスタ・ホールディングが32.7％、フランス国鉄が17.4％、そしてハーゼルシュタイナー一族が半数近くの49.9％の株を取得している。

## 運行
ウェストバーンには、ウィーン西駅とザルツブルク中央駅間を結ぶWESTgreenと、プラターシュテルン駅～ザルツブルク中央駅間のWESTblueという2つの系統が存在する。2018年8月の時点ではどちらの系統も基本的に1時間おきに始発駅を発車するパターンダイヤを採用しており、ザンクト・ペルテン駅（座標）～ザルツブルク中央駅間は双方の系統合わせて30分間隔で運行していた。ただし朝や深夜の一部列車は曜日を限定して運行している他、ウィーン西駅を発車する最終列車のみリンツ中央駅（座標）が終着駅となっていた。
2019年12月以降、後述する新型車両導入計画による所有車両減少の影響でWESTblueの運行は停止しており、2020年現在はWESTgreen系統のみ運行している他、列車本数も1時間間隔に減少している。
2022年12月よりWESTblue系統の運行も復活し、インスブルック、ミュンヘンへの乗り入れを開始した。
なお、WESTblue系統はウィーン・ミッテ駅、ウィーン・レンヴェーク駅、ウィーン・クヴァティア・ベルヴェデーレ駅、ウィーン中央駅でウィーンSバーンと同一ホームで乗り換えが可能である
2025年3月現在シュトットガルト方面、リンダウ方面への乗り入れを開始している。

## 車両

### 現有車両
ウェストバーンは、2011年の運行開始時からシュタッドラー・レールの2階建て電車であるKISSを営業運転に使用している。ビュッフェの設置、無線LANへの対応など長距離輸送に適した内装になっている他、アルミニウム製の車体は欧州の安全基準を満たした設計になっている。最高速度は200km/hである。
最初に導入された6両編成の4010形 に続き、2014年には新たに6両編成1本、4両編成9本を増備する契約が交わされ、4110形と名付けられたそれらの編成は2017年の夏から営業運転を開始している。

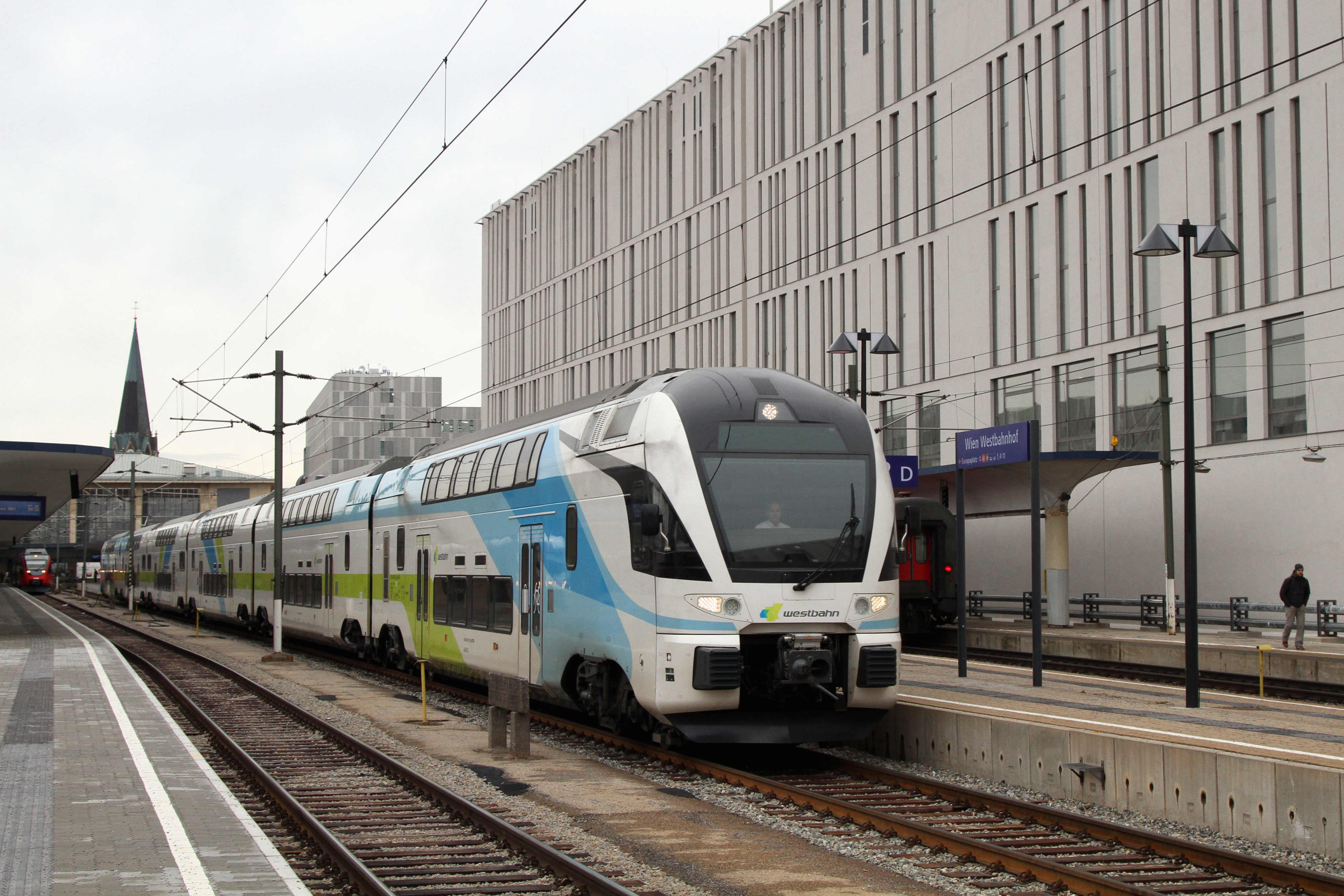
ウィーン西駅に停車中の列車。

### 今後の予定

#### KISS
4010形・4110形は高性能かつ高いサービス基準で好評を博していたが、その分メンテナンス費用が嵩み、更に2019年時点の列車本数では車両数が過剰気味となっていた。一方、同時期にドイツ鉄道では長距離列車の慢性的な車両不足が問題となっており、即急に就役出来る高速の中古車両が求められていた。そこでウェストバーンは従来の4010形・4110形の全編成をドイツ鉄道へ譲渡し、代わりに新型の2階建て電車を導入することを決定した。当初はヨーロッパの鉄道市場への進出を計画する中国中車との交渉が報道されていたが、最終的にシュタッドラー・レールの"KISS"を再度導入する事となった。
これらの車両は従来の車両から重量が軽減され、エネルギー消費量や線路への負担の軽減が図られている。また、1等座席・2等座席に加えて双方のサービスの中間に位置づけられる「コンフォート・クラス2+（Comfort Class 2+）」が新たに設定され、各先頭車両に座席が設けられる。
2019年12月に4110形7本がドイツ鉄道へ譲渡され、代わりに列車本数が半減された。その後2021年中に新型車両が15編成導入され、同時に残りの4010形・4110形もドイツ鉄道へ譲渡され、同年12月に列車本数が元に戻る予定となっている。ドイツ鉄道での運用開始は2020年で、都市間列車のインターシティ2（IC2）に用いられている。

#### 中国中車製電車

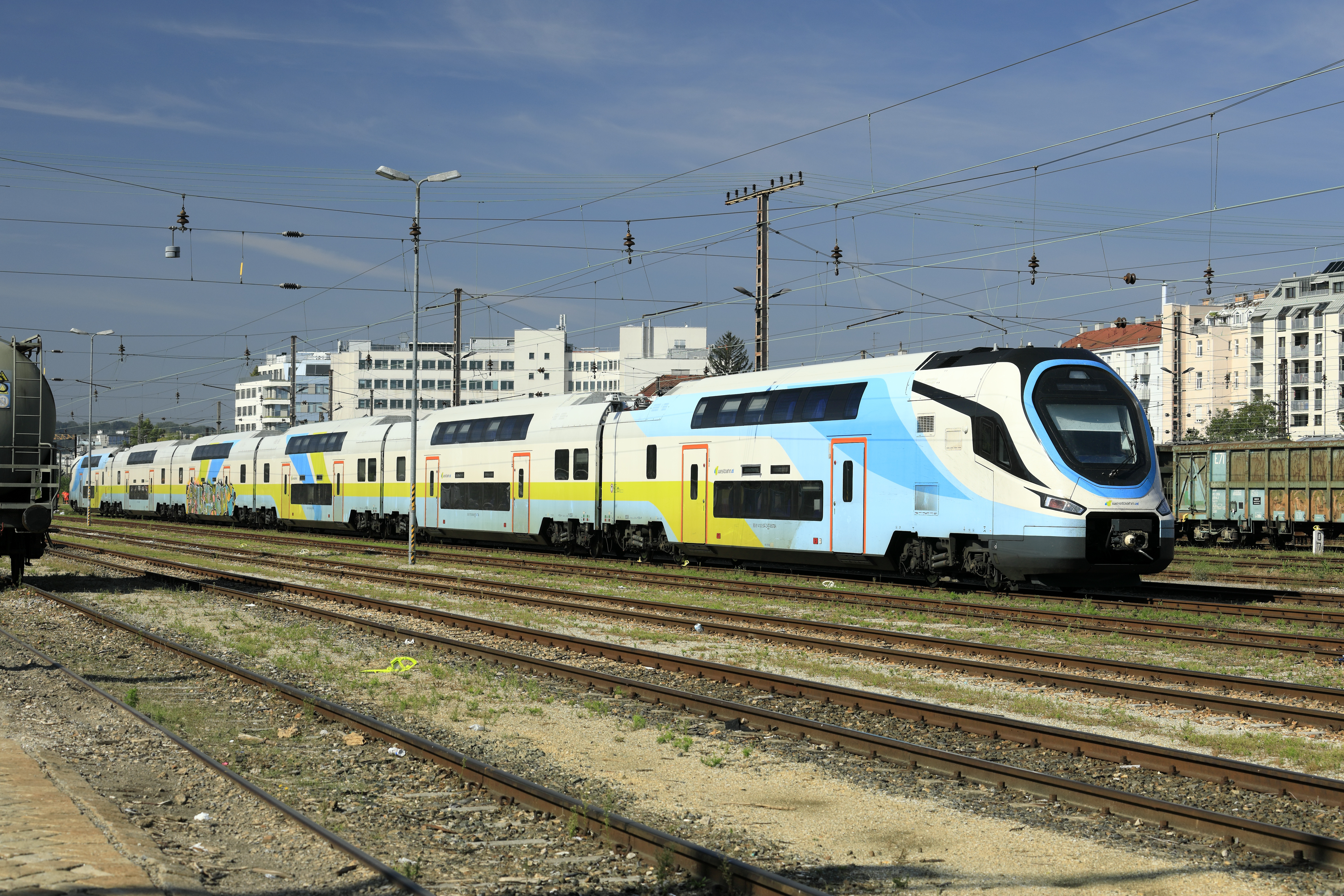
中国中車製電車（4100形）
（2023年撮影）

前述の通り、2019年の時点でウェストバーンは中国中車ではなくシュタッドラー・レール製車両の導入を決定していたが、同年時点で中国中車製車両の導入を別個に検討している旨が報じられていた。そして2021年5月31日、中国中車株洲電力機車有限公司は同社が開発した2階建て電車の初の欧州市場向けの輸出事案として、ウェストバーンに6両編成4本（2M4T）を納入する事をプレスリリースで発表した。ウェストバーンからは「4100形」と言う形式名で、株洲電力機車からは「DEMU2」というブランド名で呼ばれるこれらの車両はアルミニウム合金やカーボンファイバーを用いた軽量車体を有しており、着席定員は571人、最大定員は1,280人である他、車内には車椅子スペース、自転車搭載スペース、軽食用の自動販売機などが設置される事になっている。
納入が発表された5月時点で一部編成の製造が既に完了しており、ヴェリム鉄道試験線での試運転を経て2023年以降の営業運転開始を予定している。また、これらの中国中車製車両はウェストバーンが直接購入するのではなく、中国中車が車両の所有権を有するリース形式で導入される事になっている。

#### SMILE
ウィーンとフィラッハを結ぶ系統「コーラルライン（Koralmbahn）」向け車両として、2025年、ウェストバーンはシュタッドラー・レールとの間に「SMILE」を導入する契約を交わした。これはスイス国鉄にもRABe501形として導入されている最高速度250 km/hの高速車両ブランドで、ウェストバーンに導入されるのは全長202 m、11両編成の連接式電車である。オーストリアのみならずスイス、ドイツ、イタリアへの直通運転も可能な設計になる他、各国の電圧（15,000 V 16.7 Hz、25,000 V 50 Hz、3000 V）に対応した機器が搭載される。また、各車両にはバリアフリー対応トイレや自転車専用エリアなどが設置される他、乗降扉の位置も低床式プラットホームに対応した高さとなる。3編成が発注されており、2026年3月の営業運転開始を予定している。